# 利桑德罗·德拉托雷
利桑德罗·德拉托雷（西班牙語：Lisandro de la Torre，1868年12月6日—1939年1月5日），是阿根廷的律师、作家和政治家，曾于1916年及1931年两度参加总统选举。德拉托雷在1912年以圣菲省代表被选为众议员，并于1922年4月再次当选。他在1931年大选结束后作为民主进步党领袖担任参议员，直到1937年卸任。1939年1月5日，他因为对当时政治的腐败感到沮丧而在私邸用枪自杀身亡。